# Pitanga
Pitanga este un oraș în statul Paraná, Brazilia.